# 2023 en Antarctique
Cet article présente les faits marquants de l'année 2023 en Antarctique.

## Évènements
- 22 janvier : Détachement de la banquise d'un glacier de 1 550 km2[1].